# LXI Festival Internacional de la Canción de Viña del Mar
El LXI Festival Internacional de la Canción de Viña del Mar, también conocido como Viña 2020 y estilizado como Viña 20, fue un evento que se realizó entre el 23 y el 28 de febrero de 2020 en el Anfiteatro de la Quinta Vergara, en la ciudad chilena de Viña del Mar, Región de Valparaíso. Fue nuevamente animado por los presentadores Martín Cárcamo y María Luisa Godoy, y transmitido por Canal 13, TVN, TV Chile, Fox Channel y Fox Life y las radios ADN y Pudahuel.
Esta versión del certamen se caracterizó por ser realizada en un ambiente tenso y difícil, luego de la serie de protestas ocurridas desde octubre de 2019, y que estuvieron a punto de impedir la realización del festival, tal como sucedió con otros eventos programados que fueron cancelados o postergados, como la FIDAE, Teletón, la APEC, la COP 25 o la final de la Copa Libertadores 2019. Pese a ello, el festival se hizo de todas formas, pero no exento de problemas, lo que llevó a la cancelación y postergación de actividades paralelas e intrínsecas del festival, como la competencia internacional y folclórica, que inició el segundo día en la madrugada, lo que fue muy criticado, la obertura del festival, que terminó haciéndose el tercer día y la cancelación definitiva de la Gala del Festival y otros eventos paralelos a ella.
Las ediciones posteriores programadas para los años 2021 y 2022 fueron canceladas debido a la pandemia de COVID-19. Sin embargo después de dos años, la realización se reanuda con la versión LXII del Festival de Viña del Mar del año 2023.

## Antecedentes

### Anuncios de artistas
En septiembre de 2019 se confirmó a la primera artista que participaría del festival, la cantautora chilena radicada en México, Mon Laferte, quien regresa al escenario de este festival luego de tres años. Luego, a inicios de octubre se confirmaron algunos de los artistas internacionales del evento, incluyendo a la banda estadounidense Maroon 5. Sin embargo, dos días después del anuncio, la organización del evento decidió posponer la confirmación del conjunto liderado por Adam Levine, ya que, en palabras de la alcaldesa de Viña del Mar Virginia Reginato «yo siempre digo con el contrato firmado, el artista está confirmado. Si se dio el nombre es porque hay conversaciones y es muy posible que esté».
El 18 de noviembre, la organización del evento confirmó la participación de otros 6 números musicales, incluyendo a 3 artistas que formaron parte del jurado de las competencias internacionales y folclóricas; y publicó su programación diaria, solo quedando pendiente la jornada del jueves 27. Al día siguiente, la banda Maroon 5 anunció un concierto en Santiago para el 28 de febrero de 2020, un día después de la jornada del Festival de Viña que estaría destinada a su show.

### Efectos de las protestas de 2019
Las protestas iniciadas a mediados de octubre de 2019 en todo Chile han marcado la organización del evento. El primer efecto fue la suspensión de la gira internacional de promoción de Viña 2020, que llevaría a los presentadores del festival y a Reginato a Miami, Estados Unidos. Pese a que en un momento se evaluó no realizar la gala de inauguración, finalmente la organización del evento confirmó su realización. La artista chilena y jurado de las competencias internacional y folclórica de este festival, Denise Rosenthal confirmó que no asistirá a la gala, y afirmó que Viña 2020 «es una posibilidad para reivindicar el festival y realmente centrarnos en lo que significa: un festival de música, de cultura, congregación y unión».
Tras unas polémicas declaraciones de Mon Laferte sobre la supuesta “participación” de Carabineros de Chile en atentados incendiarios y vandalismo ocurridos durante la insurrección, hubo una campaña en redes sociales para que la artista fuera vetada del certamen, lo que fue rechazado por el Concejo Municipal de Viña del Mar. En diciembre de 2019, el vocalista del grupo tropical y de technocumbia chileno Noche de Brujas, Héctor "Kanela" Muñoz, afirmó que sólo se presentarían «si este Festival representa el sentir del pueblo, y no si se usa como un calmante o una aspirina social». Ese mismo mes, un grupo de mujeres interpretó en Viña del Mar la performance feminista «Un violador en tu camino» de LasTesis, a la cual agregaron la frase «No queremos festival, no queremos ciudad bella [lema de la ciudad], mientras que los carabineros [Carabineros], “nos maltratan y atropellan».

### Resolución dejaría al festival sin animadores
El concejal y locutor de la Radio Festival Carlos Williams acusó de persecución política a la alcaldesa de Viña del Mar, Virginia Reginato, esto tras una resolución municipal firmada por la edil a comienzos de febrero en el cual prohíbe a personas que no tengan la calidad de funcionarios municipales a que ejerzan labores de animación y/o locución en recintos municipales. Dicha resolución afecta directamente al profesional como Voz Oficial de Everton de Viña del Mar impidiéndole ejercer la labor de locutor del estadio Sausalito (Los Concejales, de acuerdo a la legislación chilena, no tiene la calidad de funcionario municipal) en los partidos donde el club juega de local, cargo en el que se desempeñaba hace 20 años de forma absolutamente voluntaria.
La mencionada resolución afectaría además a los animadores del festival, Martín Cárcamo y María Luisa Godoy, quienes, al no ser funcionarios del municipio viñamarino, y siendo la Quinta Vergara, un recinto municipal, no podrían ejercer su labor de presentadores en el festival. Al respecto, el concejal Sandro Puebla sostuvo que, "de aplicarse el reciente y sorpresivo criterio que la alcaldesa Reginato quiere imponer en relación al estadio Sausalito y los demás recintos de propiedad municipal, el próximo Festival de Viña sólo podría ser animado por un funcionario municipal, lo que es absurdo", por ello solicitó un pronunciamiento oficial de la Contraloría, que, de ratificarse el criterio de la alcaldesa, se deberá notificar a los canales la necesidad de cambio de animadores.
La alcaldesa de Viña del Mar, Virginia Reginato, concluyó y notificó que el contrato con la alianza Canal 13, TVN, y Fox está por sobre este decreto, en el contrato se asegura que los canales tienen el derecho y deber de elegir a los animadores del Festival.[cita requerida]

## Presentadores

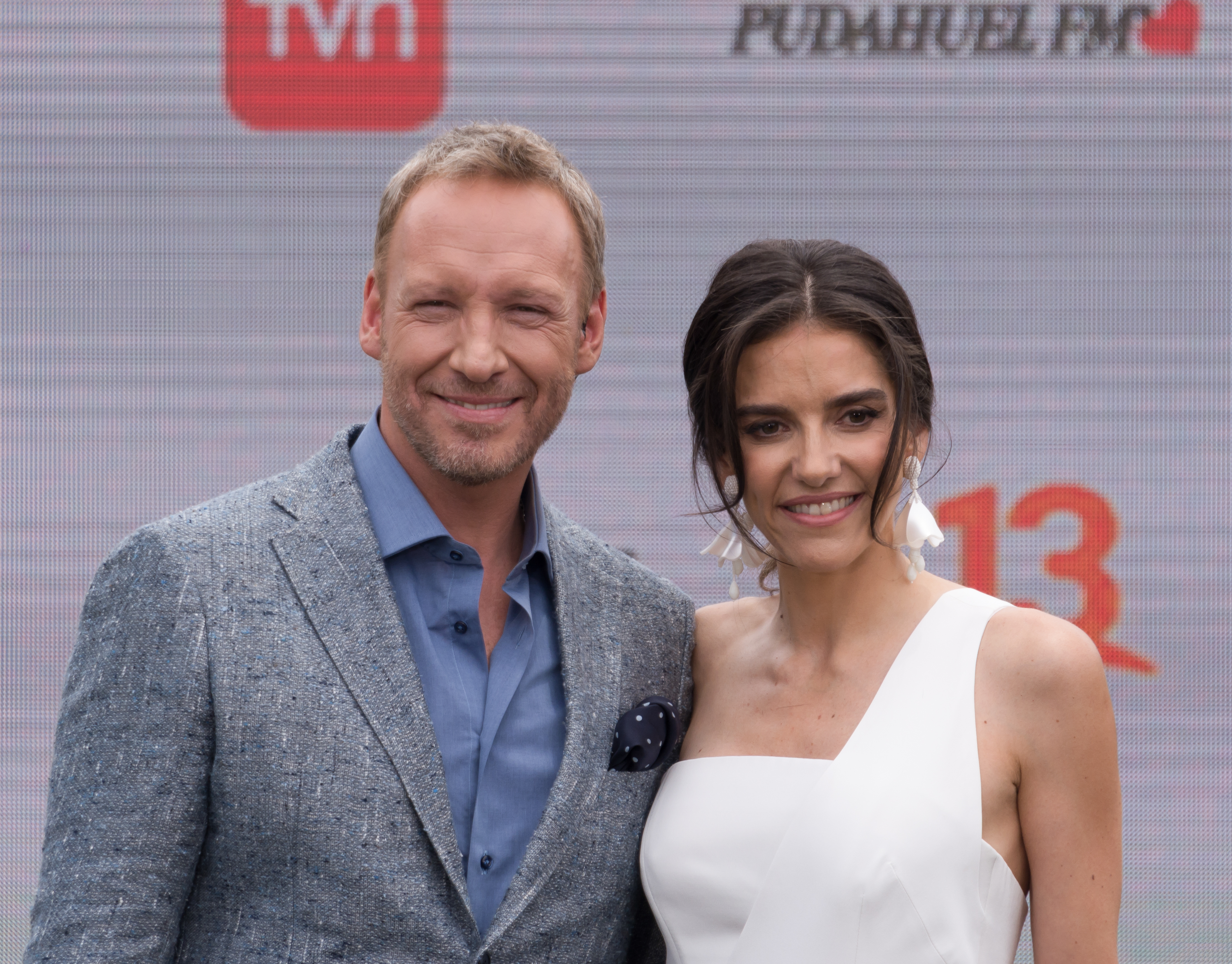
María Luisa Godoy y Martín Cárcamo, presentadores del Festival Internacional de la Canción de Viña del Mar en las ediciones de 2019, 2020 y 2023.

- Maria Luisa Godoy
- Martin Carcamo

## Artistas

### Musicales
- Francisca Valenzuela[12]
- Noche de Brujas[12]
- Denise Rosenthal[12]
- / Mon Laferte[7]
- Ricky Martin[8]
- Ozuna[9]
- Pedro Capó[12]
- Ana Gabriel[9]
- Alexandre Pires[24]
- Pablo Alborán[9]
- Pimpinela[12]
- Luciano Pereyra[12]
- Maroon 5[10][25]

### Humor
- Javiera Contador[26]
- Pedro Ruminot[26]
- Fusión Humor[26]
- Stefan Kramer[26]
- Ernesto Belloni[26]
- Paul Vásquez "El Flaco"[26]

## Jurado
- Francisco Saavedra[27]
- Karen Doggenweiler[27]
- Carmen Gloria Arroyo[27]
- Denise Rosenthal[27]
- María Fernanda "Titi" García Huidobro[27]
- Isabela Souza[27]
- Pedro Capó[27]
- Aníbal Pachano[27]
- Luciano Pereyra[27]
- Leila Cobo (Presidenta del jurado)[28]

## Programación y desarrollo
|           | Obertura                         |
|           | Artista musical                  |
|           | Humor                            |
|           | Competencia folclórica           |
|           | Competencia internacional        |
| G / G / G | Gaviota de plata / oro / platino |
| UTC -3    | Hora de Chile                    |

La programación para esta edición fue la siguiente:

### Día 1 - domingo 23 de febrero
| N.º | Nombre        | Género/Tipo                                         | Horario     | Premios             | Lista de temas/Rutina |
| --- | ------------- | --------------------------------------------------- | ----------- | ------------------- | --- |
| 1   | Ricky Martin  | Cantante de pop latino y balada romántica           | 21:57 23:33 | G (22:53) G (23:19) | Ver lista 1. Cántalo 2. La bomba 3. Bombón de azúcar 4. Tiburones 5. Livin' la vida loca 6. Shake Your Bon-Bon 7. A medio vivir 8. Fuego contra fuego 9. Te recuerdo 10. Te extraño, te olvido, te amo 11. El amor de mi vida 12. Disparo al corazón 13. Tal vez 14. Fuego de noche, nieve de día 15. Lola 16. Vuelve 17. Pégate 18. La mordidita 19. María 20. The Cup Of Life/La Copa De La Vida 21. Vente pa'cá |
| 2   | Stefan Kramer | Humorista e imitador                                | 23:55 01:18 | G (00:47) G (01:16) | Ver listaTemas de su rutina - Imitaciones a figuras públicas (personajes de la farándula chilena, artistas nacionales e internacionales, futbolistas y políticos chilenos) - Estallido social en Chile - Críticas a la política chilena - Dúo con bailarín Sensual Spiderman y Tía Pikachu - Dúo con Paloma Soto, esposa de Kramer - Paridad de género - Partido de Tenis                                          |
| 3   | Pedro Capó    | Cantante de pop latino, balada romántica y reguetón | 01:46 02:21 | G (02:10) G (02:21) | Ver lista 1. Calma (Intro) 2. Estoy enamorado 3. La vida va 4. Te olvidaré (con MYA) 5. Amores como el nuestro 6. Tutú 7. Buena suerte 8. Calma |

### Día 2 - lunes 24 de febrero
| N.º | Nombre               | Género/Tipo                                                    | Horario     | Premios             | Lista de temas/Rutina |
| --- | -------------------- | -------------------------------------------------------------- | ----------- | ------------------- | --- |
| 1   | Mon Laferte          | Cantautora de indie pop, indie rock, rock alternativo y bolero | 21:43 23:22 | G (23:06) G (23:08) | Ver lista 1. «Tormento» 2. «Mi buen amor» 3. «Amor completo» 4. «Si tú me quisieras» / «Caray» (Guiño-homenaje a Juan Gabriel) 5. «Ronroneo» 6. «Pa' dónde se fue» 7. «La trenza» 8. «Popurrí de cuecas» (con un grupo de músicos mujeres y Francisca Valenzuela) 9. «¿Por qué me fui a enamorarme de ti?» 10. «El mambo» 11. «Amárrame» 12. «Plata ta tá» 13. «El beso» 14. «No te fumes mi mariguana» 15. «El diablo» 16. «Antes de ti» 17. «Tu falta de querer» |
| 2   | Javiera Contador     | Humorista, actriz y comediante                                 | 23:43 00:50 | G (00:39) G (00:41) | Ver listaTemas de su rutina: - Estallido Social - Maternidad - Feminismo - Viaje a Disney - Inequidad de sueldos - Paridad de género - Plebiscito nacional de 2020 |
| 3   | Mando                | Competencia internacional (1.ª ronda)                          | 01:07 01:23 | 4,6P                | «Última ocasión» |
| 4   | Paula Arenas         | Competencia internacional (1.ª ronda)                          | 01:07 01:23 | 4,9P                | «Buena para nada» |
| 5   | Fran Vázquez         | Competencia internacional (1.ª ronda)                          | 01:07 01:23 | 5,2P                | «Bailo con mi sombra» |
| 6   | Soledad del Río      | Competencia folclórica (1.ª ronda)                             | 01:33 01:49 | 6,4P                | «Somos paraíso» |
| 7   | Alex y Juank         | Competencia folclórica (1.ª ronda)                             | 01:33 01:49 | 5,3P                | «Amantes» |
| 8   | Luz Merly            | Competencia folclórica (1.ª ronda)                             | 01:33 01:49 | 5,1P                | «Por un mañana mejor» |
| 9   | Francisca Valenzuela | Cantante de pop-rock alternativo                               | 01:59 02:57 | G (02:49) G (02:51) | Ver lista 1. Los poderosos 2. Prenderemos fuego al cielo 3. Tómame 4. Quiero verte más 5. Afortunada 6. Flotando 7. Ya no se trata de ti 8. Por qué me lo hiciste 9. Héroe 10. Al final del mundo (Con Claudio Parra en el piano) 11. Peces 12. Qué sería 13. Buen soldado 14. Muérdete la lengua |

### Día 3 - martes 25 de febrero
| N.º | Nombre                                       | Género/Tipo                                     | Horario     | Premios             | Lista de temas/Rutina |
| --- | -------------------------------------------- | ----------------------------------------------- | ----------- | ------------------- | --- |
| O   | (Luciano Pereyra, Denise Rosenthal y Jordan) | Obertura del festival y homenaje a Camilo Sesto | 21:30 21:37 | —                   | Ver lista 1. Fresa salvaje 2. El amor de mi vida 3. Si me dejas ahora (Eres tú) 4. Vivir así es morir de amor |
| 1   | Ana Gabriel                                  | Cantautora de balada romántica y ranchera       | 21:56 23:43 | G (23:20) G (23:38) | Ver lista 1. Destino 2. Sólo quiero ser amada 3. Es el amor que llega 4. No te hago falta 5. Evidencias 6. Baila el reggae 7. Tú lo decidiste 8. Ahora 9. No entiendo 10. A pesar de todo 11. Mi talismán 12. Sin problemas 13. Cómo olvidar 14. El cigarrillo 15. Es demasiado tarde 16. Y aquí estoy 17. No me digas 18. Luna 19. Hasta que te conocí 20. Quién como tú 21. Simplemente amigos 22. Ay amor 23. En la oscuridad |
| 2   | Ernesto Belloni                              | Humorista y actor                               | 00:03 00:44 | G (00:36) G (00:42) | Ver listaTemas de su rutina - El matrimonio y las relaciones de pareja - Las relaciones sexuales y los hijos - Los Matinales de televisión - Che Copete ("Don Che") - Diversidad de género - La Pyme - Volverse a casar - Estallido social en Chile |
| 3   | Vicente Cifuentes                            | Competencia internacional (1.ª ronda)           | 01:02 01:17 | 6,1P                | «Chillán» |
| 4   | Manu Manzo                                   | Competencia internacional (1.ª ronda)           | 01:02 01:17 | 4,5P                | «La mentira» |
| 5   | Johann Vera                                  | Competencia internacional (1.ª ronda)           | 01:02 01:17 | 5,6P                | «Perdón» |
| 6   | Luis Fer Revollo                             | Competencia folclórica (1.ª ronda)              | 01:27 01:42 | 4,9P                | «Luz de la vida» |
| 7   | Nahuel Pennisi                               | Competencia folclórica (1.ª ronda)              | 01:27 01:42 | 6,5P                | «Avanzar» |
| 8   | Andree Galez                                 | Competencia folclórica (1.ª ronda)              | 01:27 01:42 | 5,2P                | «Lejos de mi tierra» |
| 9   | Pimpinela                                    | Dúo musical de balada romántica                 | 01:53 02:57 | G (02:29) G (02:34) | Ver lista 1. Mañana 2. Esto no es amor 3. Yo que soy 4. Vivir sin ti, no puedo / Me hace falta una flor 5. Dímelo delante de ella 6. A esa / Ahora decide / Valiente 7. Por ese hombre 8. El amor no se puede olvidar 9. En lo bueno y en lo malo (Hermanos) 10. La familia 11. Olvídame y pega la vuelta 12. Me engañaste (Una estúpida más) 13. Cuánto te quiero / Hay amores que matan                                        |

### Día 4 - miércoles 26 de febrero
| N.º | Nombre          | Género/Tipo                                        | Horario     | Premios             | Lista de temas/Rutina |
| --- | --------------- | -------------------------------------------------- | ----------- | ------------------- | --- |
| 1   | Pablo Alborán   | Cantante de pop latino y balada romántica          | 21:44 23:07 | G (22:42) G (22:57) | Ver lista 1. No vaya a ser 2. Pasos de cero 3. La escalera 4. Dónde está el amor 5. Quién 6. Tanto 7. Te he echado de menos 8. Saturno 9. La llave 10. Tu refugio 11. Boca de hule 12. Tabú 13. Solamente tú 14. Prometo 15. Éxtasis 16. Vívela |
| 2   | Fusión Humor    | Cuarteto humorístico y circense                    | 23:30 00:41 | G (00:36) G (00:38) | Ver listaTemas de su rutina - Estallido social en Chile - Crítica a la clase política - Recreación de la Crucifixión - Rap |
| 3   | Mando           | Competencia internacional (2.ª ronda)              | 01:01 01:16 | 5,0P                | «Última ocasión» |
| 4   | Paula Arenas    | Competencia internacional (2.ª ronda)              | 01:01 01:16 | 4,7P                | «Buena para nada» |
| 5   | Fran Vázquez    | Competencia internacional (2.ª ronda)              | 01:01 01:16 | 5,3P                | «Bailó con mi sombra» |
| 6   | Soledad del Río | Competencia folclórica (2.ª ronda)                 | 01:26 01:41 | 6,2P                | «Somos paraíso» |
| 7   | Alex y Juank    | Competencia folclórica (2.ª ronda)                 | 01:26 01:41 | 5,2P                | «Amantes» |
| 8   | Luz Merly       | Competencia folclórica (2.ª ronda)                 | 01:26 01:41 | 4,7P                | «Por un mañana mejor» |
| 9   | Luciano Pereyra | Cantante de pop latino, balada romántica y folclor | 01:52 02:42 | G (02:19) G (02:30) | Ver lista 1. Quédate conmigo 2. Sin testigos 3. Enseñame a vivir sin ti 4. Te estás enamorando de mi 5. Es mi culpa 6. Si no es muy tarde 7. Tu dolor 8. Perdóname 9. Porque aún te amo 10. Que suerte tiene él 11. Como tú 12. Como tu (Remix) |

### Día 5 - jueves 27 de febrero
- La jornada del jueves 27 comenzó con un homenaje a las víctimas del terremoto del 27 de febrero de 2010 ocurrido hace exactamente 10 años atrás y que obligó a cancelar la última jornada de aquella edición del festival con palabras de Martín Cárcamo señalando que esta noche es una noche especial que hace 10 años no pudimos realizar y mostrando en el escenario una imagen ilustrativa de la tragedia con un hombre portando la bandera chilena.

| N.º | Nombre                  | Género/Tipo                             | Horario     | Premios             | Lista de temas/Rutina |
| --- | ----------------------- | --------------------------------------- | ----------- | ------------------- | --- |
| 1   | Maroon 5                | Banda musical de pop rock               | 22:12 23:18 | —                   | Ver lista 1. It Was Always You 2. This Love 3. What Lovers Do 4. Makes Me Wonder 5. Payphone 6. Wait 7. Moves Like Jagger 8. Lucky Strike 9. Sunday Morning 10. Don't Wanna Know 11. One More Night 12. Sugar 13. Memories 14. She Will Be Loved 15. Girls Like You |
| 2   | Paul Vásquez "El Flaco" | Humorista                               | 23:38 00:58 | G (00:35) G (00:39) | Ver listaTemas de su rutina - Noticias - La conquista - La pareja de hoy - Confesión (como Paul Vásquez) - Chiste del loro contra el presidente "Que se vaya el presidente" (Chiste polémico)                                                                       |
| 3   | Vicente Cifuentes       | Competencia internacional (2.ª ronda)   | 01:15 01:30 | 6,2P                | «Chillán» |
| 4   | Manu Manzo              | Competencia internacional (2.ª ronda)   | 01:15 01:30 | 4,2P                | «La mentira» |
| 5   | Johann Vera             | Competencia internacional (2.ª ronda)   | 01:15 01:30 | 5,6P                | «Perdón» |
| 6   | Luis Fer Revollo        | Competencia folclórica (2.ª ronda)      | 01:40 01:56 | 4,5P                | «Luz de la vida» |
| 7   | Nahuel Pennisi          | Competencia folclórica (2.ª ronda)      | 01:40 01:56 | 6,8P                | «Avanzar» |
| 8   | Andree Galez            | Competencia folclórica (2.ª ronda)      | 01:40 01:56 | 5,1P                | «Lejos de mi tierra» |
| 9   | Alexandre Pires         | Cantautor brasileño de balada romántica | 02:08 02:53 | G (02:39) G (02:46) | Ver lista 1. Necesidad 2. Ámame 3. Santo, santo 4. En el silencio negro de la noche 5. Cuando acaba el placer (Depois do prazer) 6. Usted se me llevó la vida 7. Es por amor 8. Quitémonos la ropa                                                                  |

Nota,Originalmente Maroon 5 Se Presentaría a las 21 :40

### Día 6 - viernes 28 de febrero
| N.º | Nombre            | Género/Tipo                                                                        | Horario     | Premios                                                        | Lista de temas/Rutina |
| --- | ----------------- | ---------------------------------------------------------------------------------- | ----------- | -------------------------------------------------------------- | --- |
| 1   | Ozuna             | Cantante de reguetón                                                               | 21:45 23:04 | G (22:43) G (22:57)                                            | Ver lista 1. Te vas 2. Dile que tú me quieres 3. Si tu marido no te quiere 4. Síguelo bailando 5. Tu foto 6. Se preparo 7. Quiero repetir 8. Corazón de seda 9. Única 10. Te robaré 11. Vaina loca 12. Ibiza 13. La modelo 14. El farsante 15. Escápate conmigo 16. Ahora dice 17. Que va 18. Me niego 19. Criminal 20. Amor genuino 21. Adicto 22. Baila baila baila 23. China 24. Te boté 25. Taki taki |
| 2   | Fran Vázquez      | Competencia internacional (Final)                                                  | 23:31 23:45 | 4,9P                                                           | «Bailo con mi sombra» |
| 3   | Vicente Cifuentes | Competencia internacional (Final)                                                  | 23:31 23:45 | 6,3P G (23:52) (Canción Ganadora)                              | «Chillán» |
| 4   | Johann Vera       | Competencia internacional (Final)                                                  | 23:31 23:45 | 5,5P G (23:50) (Mejor Intérpetre)                              | «Perdón» |
| 5   | Soledad del Río   | Competencia folclórica (Final)                                                     | 00:01 00:25 | 5,7P                                                           | «Somos paraíso» |
| 6   | Nahuel Pennisi    | Competencia folclórica (Final)                                                     | 00:01 00:25 | 6,7P G (00:29) (Mejor Intérpetre) G (00:31) (Canción Ganadora) | «Avanzar» |
| 7   | Alex y Juank      | Competencia folclórica (Final)                                                     | 00:01 00:25 | 4,3P                                                           | «Amantes» |
| 8   | Pedro Ruminot     | Humorista                                                                          | 00:37 01:57 | G (01:46) G (01:48)                                            | Ver listaTemas de su rutina - Político - Matrímonio - Fíesta |
| 9   | Denise Rosenthal  | Cantante de pop, dance, música urbana, pop urbano, R&B contemporáneo, soul y blues | 02:05 03:00 | G (02:36) G (02:38)                                            | Ver lista 1. Intro Todas seremos reinas 2. Tiene sabor 3. Lucha en equilibrio 4. Cabello de ángel 5. El amor no duele 6. Amor con amor se paga 7. Soñarse de a dos (con Camilo Zicavo de Moral Distraída) 8. Cambio de piel 9. Isidora 10. Agua segura 11. Ni un fruto 12. Encadená (canción final) |
| 10  | Noche de Brujas   | Banda musical de cumbia y technocumbia                                             | 03:12 04:00 | G (03:47) G (03:48)                                            | Ver lista 1. Me gusta todo de ti 2. Debería odiarte 3. Óyeme 4. Te amo para siempre / Tu primera vez 5. Desnudos 6. Despertamos (con Luanko) 7. Herida / Dime por qué 8. Adiós, amor / Tú sin mí 9. Entrégame / La besé 10. Llámame |

## Competencias
Las canciones participantes son:

### Competencia internacional
| País      | Nombre                | Intérprete        | 1.ª ronda | 2.ª ronda | Promedio Final (Con las incógnitas) | Final                               |
| --------- | --------------------- | ----------------- | --------- | --------- | ----------------------------------- | ----------------------------------- |
| Chile     | «Chillán»             | Vicente Cifuentes | 6,1P      | 6,2P      | 1° (6,2)                            | 1° (6,3) Ganador                    |
| Ecuador   | «Perdón»              | Johann Vera       | 5,6P      | 5,6P      | 2° (5,7)                            | 2° (5,5) Finalista Mejor Intérprete |
| Argentina | «Bailo con mi sombra» | Fran Vázquez      | 5,2P      | 5,3P      | 3° (5,3)                            | 3° (4,9) Finalista                  |
| Colombia  | «Buena para nada»     | Paula Arenas      | 4,9P      | 4,7P      | 4° (5,0)                            | —                                   |
| México    | «Última ocasión»      | Mando             | 4,6P      | 5,0P      | 5° (4,9)                            | —                                   |
| Venezuela | «La mentira»          | Manu Manzo        | 4,5P      | 4,2P      | 6° (4,3)                            | —                                   |

### Competencia folclórica
| País      | Nombre                | Intérprete       | 1.ª ronda | 2.ª ronda | Promedio Final (Con las incógnitas) | Final                             |
| --------- | --------------------- | ---------------- | --------- | --------- | ----------------------------------- | --------------------------------- |
| Argentina | «Avanzar»             | Nahuel Pennisi   | 6,5P      | 6,8P      | 1° (6,8)                            | 1° (6,7) Ganador Mejor Intérprete |
| Chile     | «Somos el paraíso»    | Soledad del Río  | 6,4P      | 6,2P      | 2° (6,2)                            | 2° (5,7) Finalista                |
| Colombia  | «Amantes»             | Alex y Juank     | 5,3P      | 5,2P      | 3° (5,5)                            | 3° (4,3) Finalista                |
| Venezuela | «Lejos de mi tierra»  | Andree Galez     | 5,2P      | 5,1P      | 4° (5,3)                            | —                                 |
| Perú      | «Por un mañana mejor» | Luz Merly        | 5,1P      | 4,7P      | 5° (4,9)                            | —                                 |
| Bolivia   | «Luz de la vida»      | Luis Fer Revollo | 4,9P      | 4,5P      | 6° (4,6)                            | —                                 |

## Controversias
Viña 2020 pasó a la historia como una de las versiones más polémicas y controversiales del Festival de Viña en su ya varios años de historia. Una gran cantidad de factores, siendo los principales el acontecer político y social de Chile durante los últimos días de 2019, y principios de 2020, los intentos previos de cancelar el certamen (siendo la primera vez que esto sucede, desde 1960) y la opinión común entre algunos críticos de la decadencia que vive el evento durante los últimos años fueron detonantes para hacer de esta versión una sumamente diferente y especialmente controversial.
Tal como sucedería en el pasado con ediciones como la del Festival de Viña del Mar de 1973 y el Festival de Viña del Mar de 1988, esta edición estuvo marcada por el acontecer social y político que vive el país, principalmente relacionadas con las protestas de Chile iniciadas en octubre de 2019, las cuales continuaban de forma paralela a la realización del certamen y puso en peligro su organización. 

### Humor

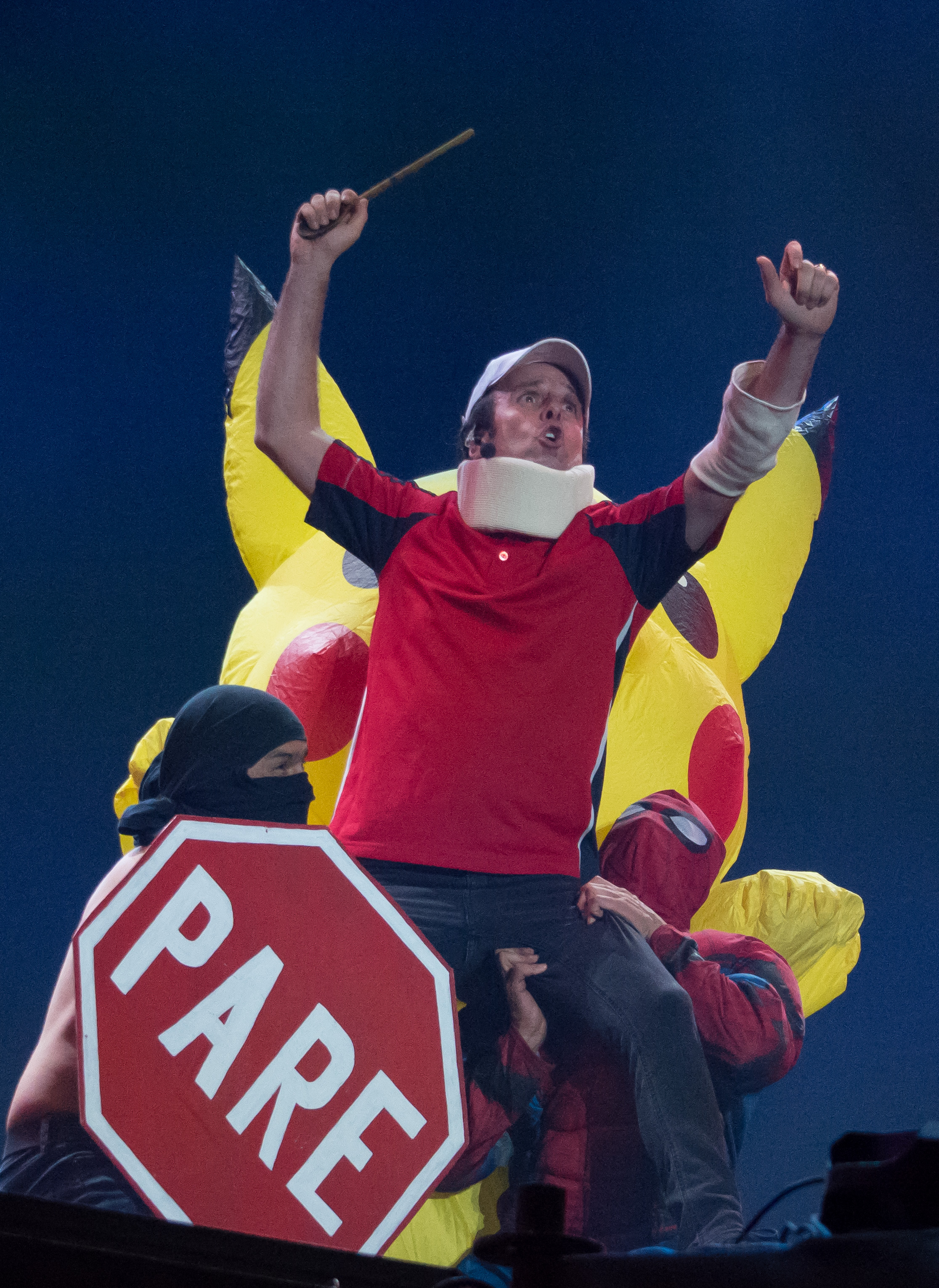
El imitador y humorista Stefan Kramer presentó una rutina con humor contingente y controversial, marcando 57 puntos de sintonía promedio en la noche inaugural.

Dado el contexto social vivido por Chile durante la realización del Festival de este año, el humor fue quizás lo más polémico de esta edición, ya que se basó principalmente en la contingencia nacional, provocando controversia en algunas presentaciones, en especial desde diversos sectores, tanto políticos como sociales, que se sintieron ofendidos por algunas de las rutinas de los humoristas. Rutinas como la del cuarteto Fusión Humor, el comediante Pedro Ruminot y el humorista e imitador Stefan Kramer se basaron casi en su totalidad en las protestas que se vivían en Chile desde el año anterior, burlándose muchas veces de miembros de la clase política, quiénes expresaron, en especial por redes sociales, sus molestias. Por su parte, el comediante Ernesto Belloni se presentó con una rutina alejada de su humor más reconocido, pero algunos de los chistes clásicos de su personaje más conocido, "Che Copete", aun así lograron herir ciertas susceptibilidades.

#### Rutina de Stefan Kramer
El humorista e imitador chileno realizó una rutina cómica que sobrepasó los 50 puntos promedio de audiencia, la cual estuvo basada especialmente en los efectos de protestas que se vivían en Chile desde el año anterior, imitando a varios personajes ya reconocidos de él y otros nuevos. Por medio de su presentación, lanzó críticas a sectores políticos de izquierda y de derecha, y al actuar del gobierno en el contexto social que vivía Chile en ese momento. Si bien el desempeño del artista le valió una serie de críticas favorables, fue criticado negativamente por figuras políticas de la coalición de centro-derecha Chile Vamos, principalmente de diputados como Eduardo Durán y Diego Schalper, quienes criticaron lo que ellos veían como una cierta apología a ciertos manifestantes que han causado desmanes y destrozos durante las protestas. Ante esto, el humorista respondió después de su presentación: "di visibilidad a lo que viví y con lo que me involucré y no lo veo de esa manera. Después repito en el final que estamos en una instancia donde hay una herida grande y la violencia no la va a sanar".
También el crítico de televisión Vasco Moulian criticó al comediante, señalando a su rutina como "populismo barato".
El controvertido cantautor Alberto Plaza acusó a Kramer de "traición".
La rutina del humorista e imitador fue el espectáculo más denunciado ante el Consejo Nacional de Televisión, organismo público chileno encargado de controlar el funcionamiento de los servicios de televisión, recibiendo 92 denuncias en total.

#### Críticas previas y rutina de Ernesto Belloni
Gran expectación provocó la presentación del humorista chileno Ernesto Belloni en el festival por primera vez en su carrera. El comediante, reconocido principalmente por su personaje "Che Copete", ha sido continuamente criticado por ser "ordinario" y "soez", debido a que éste representa a un hombre alcohólico borracho con actitudes y expresiones propias de una persona grosera y vulgar, y el personaje ha sido señalado como misógino y homofóbico, y estas críticas negativas fueron hechas hasta pocas horas de su presentación. El humorista respondió a las críticas recalcando lo que el veía como un ataque mutuo entre artistas para destruir sus propias carreras, y el daño personal y familiar que provocaban los programas de farándula o prensa rosa.
El posible fracaso al que se expondría el artista dio lugar a varios pronósticos desfavorables para él, incluso pocos minutos antes de subirse al escenario, pero su rutina resultó ser diferente, apelando a temas como la inclusión, a contar vivencias de su vida artística y haciendo chistes de su personaje, compartiendo escena junto a antiguos compañeros de pantalla como Daniel Ponce "El Poeta" y Humberto Espinoza, logrando triunfar en la Quinta Vergara, y haciéndose merecedor de las gaviotas de plata y de oro. Pese al éxito de su rutina, Belloni fue criticado por ciertos grupos, entre ellos la Fundación Daniel Zamudio y defensores de los derechos LGBT, quienes se molestaron por su mención al joven Daniel Zamudio, asesinado por un crimen de odio homofóbico, a quién nombró como "una persona que entregó su vida por la diversidad" y la Fundación Chilena de la Tartamudez tildó de peyorativa la rutina de Belloni, en especial por la representación de Daniel Ponce de "El Poeta", personaje reconocido por usar su tartamudez como recurso humorístico.
El comediante Claudio Reyes, quien además mantiene una antigua enemistad con Belloni, criticó su rutina diciendo "Lo encontré patético. Fue fome y populista. Un comediante tiene que hacer reír y no dar lastima. Ponerse al lado de la masa es fácil". También criticó el hecho de que defendiera a las minorías sexuales, cuando al momento de actuar con transformistas, según él, no los trataba bien.

#### Rutina de Fusión Humor y el despertar del Monstruo
El cuarteto humorístico Fusión Humor presentó una rutina con su clásico humor rápido y circense, el cual logró hacer reír al público de la Quinta Vergara, haciéndolos merecedores de las gaviotas de plata y de oro. Gran parte de su rutina estuvo basada precisamente en el contexto social vivido en Chile, haciendo una crítica directa a la clase política, y exaltando las demandas pedidas por el sector opositor al gobierno.
Muchos espectadores se quejaron de que su show finalizó abruptamente, ya que este solo tuvo una parte, y no se siguió con el mismo una vez que les son entregados los premios a los artistas, como suele ser la costumbre. Esto provocó una extensa ronda de pifias que se extendió desde las 00:40 aproximadamente hasta casi las 02:00 hrs de la madrugada, cuando se estaba realizando en el escenario la segunda ronda de las competencias internacional y folclórica, y pese a que los animadores del certamen Martín Cárcamo y María Luisa Godoy intentaron apaciguar los ánimos, las pifias continuaron, y el público se calmaría recién al salir el escenario el número final de esa noche: Luciano Pereyra. Una vez tras bambalinas, los humoristas reconocieron que faltaba la segunda parte de su rutina, aunque el primer acto de la misma había sido presentado en su totalidad, y el mismo cuarteto expresó como una falta de respeto que se los volviera a llamar al escenario una vez que ya su tiempo había finalizado. Se acusa al Festival de censurar la rutina, dado a lo controversial de algunas de las bromas que componían su presentación.

#### Rutina de Paul Vásquez "El Flaco" y "Que se vaya el presidente"
El humorista e histórico de este festival, Paul Vásquez, más conocido como "El Flaco", se presentaba por primera vez en solitario luego de la separación del dúo humorístico Dinamita Show.
El día anterior en la conferencia de prensa aseguró muy emocionado y hasta las lágrimas que no iba a hablar de políticos durante la rutina ya que no se merecían su tiempo, eso se cumplió salvo algunos nombramientos a políticos, eso hasta después de la emotiva entrega de premios donde cuando comenzaba a hacer un chiste muy polémico que dice "estaba el presidente" y le siguen las pifias, "coronando" el chiste con la frase del loro "que se vaya el presidente", pero esas pifias no son para él, sino para el entonces presidente de Chile, Sebastián Piñera.
Hay que recordar que "El Flaco" ha sido frecuentemente visto en las protestas como voluntario de bomberos defendiendo a manifestantes, además de ser rescatista y dirige una ONG de rescatistas llamada Voluntad Pura. 
"El Flaco", por su parte y tres años después, se sintió muy satisfecho por haber logrado realizar esta polémica rutina y según él mismo en un medio que sí estaría en condiciones para regresar posiblemente al festival para la edición 2023 en la segunda noche juvenil en ese entonces compartiendo escena con las cantantes urbanas argentinas Tini y Emilia Mernes, y reemplazando posiblemente al actor Daniel Alcaíno con su personaje de "Yerko Puchento" que se bajó de la parrilla programática de esa edición; desgraciadamente no fue concretado y en su lugar tomó el joven debutante Diego Urrutia.

### Acusaciones de censura

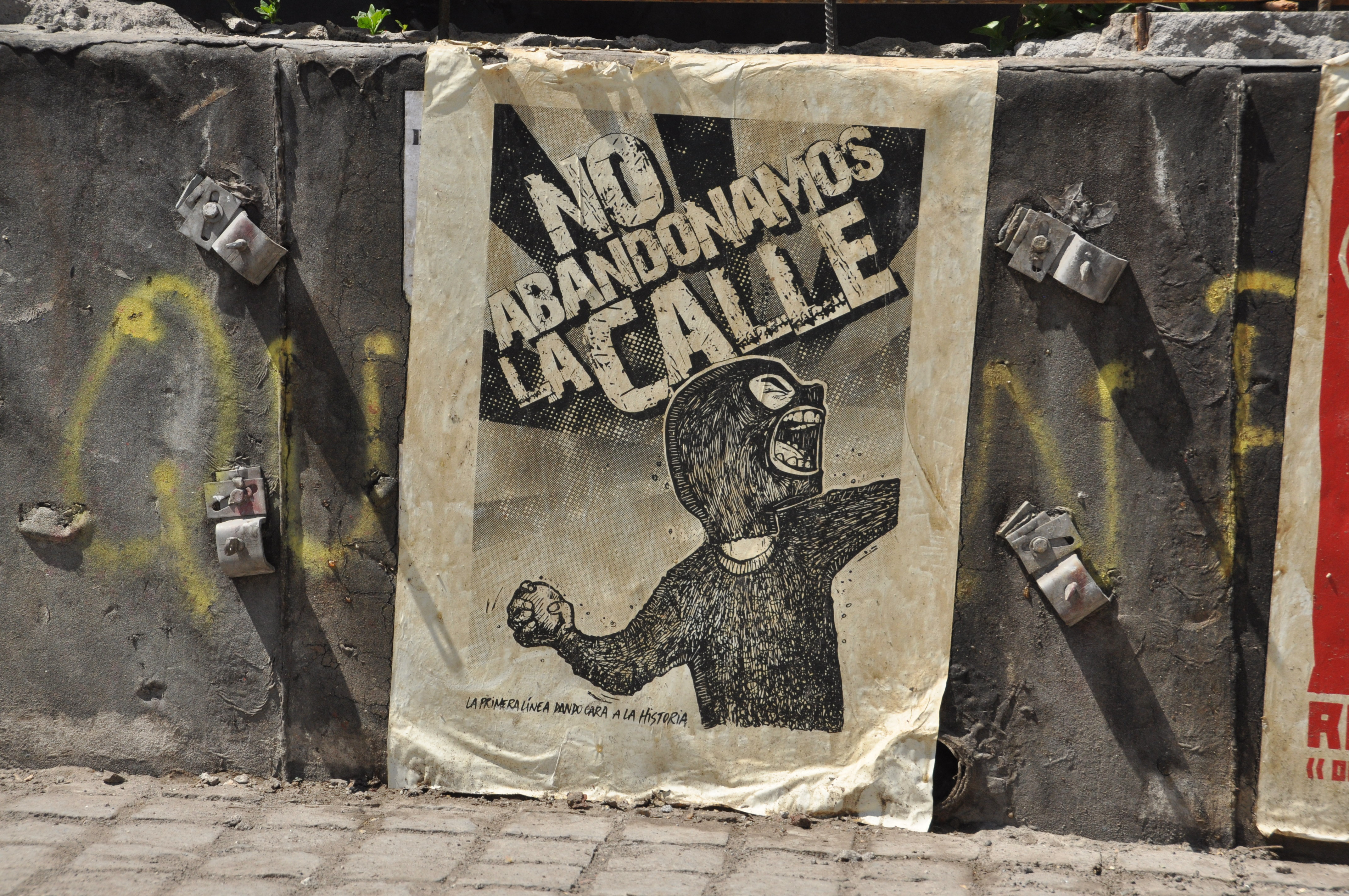
La organización del festival prohibió el uso de pancartas e imágenes de todo tipo, lo que fue visto por los protestantes como un intento de censura de sus consignas.

Desde diferentes sectores, se acusó a la organización del certamen de censurar manifestaciones del público y rutinas humorísticas por ser controversiales, y por hacer críticas directas al gobierno, a la clase política del país, y a muchos protagonistas del contexto social vivido en Chile, en especial al entonces presidente Sebastián Piñera. 

#### Prohibición de pancartas y carteles
Durante la primera jornada del certamen, y por primera vez, las pancartas y carteles les fueron prohibidos al público por la organización del festival. Esto se hizo debido a la gran cantidad de amenazas de funa que el certamen recibió en redes sociales, por lo que se quiso tomar como alternativa regalar carteles a los espectadores para que ellos pudieran ponerles lo que quisieran, todo esto con ayuda de un auspiciador del certamen. El productor general del festival, Daniel Merino, expresó a la revista The Clinic que “Muchas veces traen un cartel grande, que obstaculiza la vista y termina en un problema. Por eso los carteles que regalamos están en una medida que no molesta ni a la cámara de televisión ni al del lado".

#### Problemas de audio y acusaciones de cambio de sonido directo en vivo
Durante la primera hora del show de Ricky Martin, en la transmisión televisiva, los micrófonos tuvieron un volumen muy bajo y el público no fue mostrado, y se llegó a pensar de que por sobre el sonido directo se sobreponían aplausos grabados como una manera de ocultar lo que realmente sucedía en la Quinta Vergara. Según muestran varios videos en redes sociales de asistentes al evento, principalmente Facebook y Twitter, el público lanzó pifias y gritos con diversas consignas, principalmente políticas, estrechamente relacionadas con las protestas que se vivían en Chile desde el año anterior, y estas no fueron escuchadas en la transmisión oficial, e incluso, el canal Fox Channel, que transmite el Festival al resto de América Latina, se quedó sin audio en parte de la presentación. Algo similar ocurriría después, en las presentaciones de Stefan Kramer ese mismo día y la cantautora chilena radicada en México, Mon Laferte, el día siguiente. El director audiovisual del festival, Felipe Morales, descartó que hubiera censura, y este declaró al diario La Tercera que “Obviamente sabemos todos los detalles del show de cada artista. Cada detalle. Cada artista es dueño de su show y presentación, cada uno es dueño de lo que pueda decir y nosotros no intervenimos los shows de los artistas".

#### Despertar del monstruo tras abrupto final de rutina de Fusión Humor
La rutina del cuarteto humorístico fue interrumpida abruptamente antes de que dieran inicio a la segunda parte de su show, lo que provocó una extensa silbatina o pifiadera que se extendió desde las 00:40 aproximadamente hasta casi las 02:00 h de la madrugada, cuando se estaba realizando en el escenario la segunda ronda de las competencias internacional y folclórica, y pese a que los animadores del certamen Martín Cárcamo y María Luisa Godoy intentaron apaciguar los ánimos, la pifiadera continúo, y el público se calmaría recién al salir el escenario el número final de esa noche: Luciano Pereyra. Una vez tras bambalinas, los humoristas reconocieron que faltaba la segunda parte de su rutina, aunque el primer acto de la misma había sido presentado en su totalidad, y el mismo cuarteto expresó como una falta de respeto que se los volviera a llamar al escenario una vez que ya su tiempo había finalizado. Se acusa al Festival de censurar la rutina, dado a lo controversial de algunas de las bromas que componían su presentación, las cuales criticaban a varios sectores de la política y que exaltaban varias demandas sociales del sector opositor al gobierno chileno.

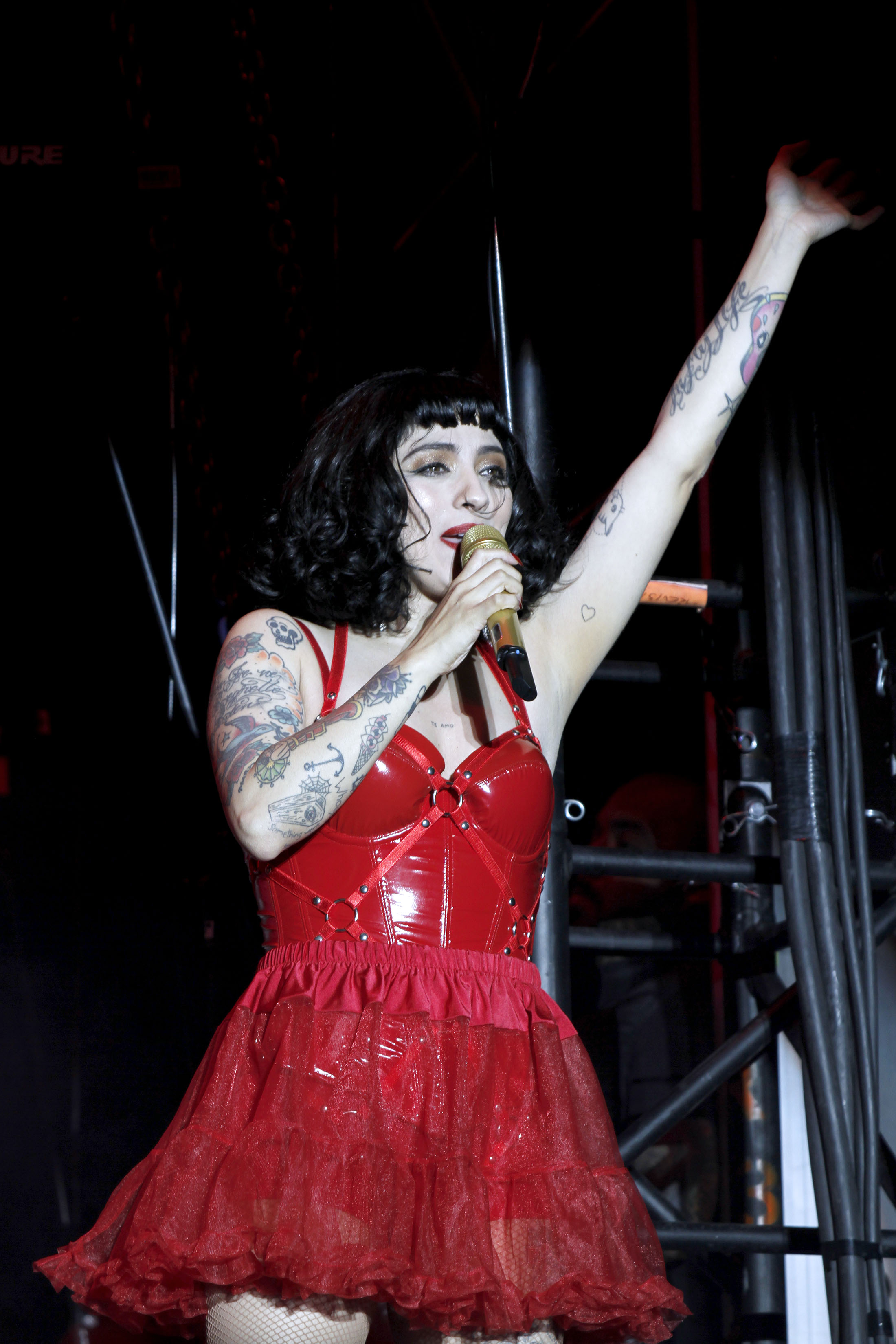
La cantautora chilena radicada en México, Mon Laferte, quién fuera un rostro muy visible del Estallido Social, tuvo una presentación marcada por su discurso político contestatario.

#### Acusaciones de Iván Moreira a grupo musical Noche de Brujas
El senador Iván Moreira (UDI) criticó duramente al grupo de música tropical chileno Noche de Brujas, en particular a su vocalista Héctor Muñoz Casas-Cordero conocido como "Kanela", por las duras declaraciones hecha por la agrupación al entonces Presidente Sebastián Piñera, pidiendo que el grupo y su vocalista sean controlados en cuanto a lo que digan en la presentación, diciendo que: "¿Los organizadores del Festival van a permitir que este Sr. Kanela vocalista con faringitis del grupo La noche, continúe en Viña del Mar con sus insultos y groserías al Presidente de la República? Esto ya pasó en Castro, Chiloé (en referencia a un concierto previo del grupo en el sur de Chile)". La prensa criticó el hecho como censura, pese a que el parlamentario negó en el programa Contigo en la Mañana de Chilevisión de que esa fuera su intención.

### Discursos políticos de los artistas
El contexto social del país llevó también a que algunos artistas que se presentaron hicieran ciertas declaraciones con base en la situación política y social del país, las cuales recibieron respuestas disímiles de parte del público.

#### Discurso de Mon Laferte
Durante su presentación, la cantautora chilena radicada en México,  Mon Laferte, expresó su apoyo a las protestas que en Chile se realizaban y a las consignas de las mismas, afirmando principalmente que: "Es difícil quedarse callada cuando uno sabe lo que es cagarse de hambre", entre una serie de pensamientos e ideas que expresó al público que escuchaba sus canciones. Además, realizó una coreografía con un conjunto de mujeres, apelando a las demandas del movimiento feminista, como el fin de las conductas machistas, el aborto libre, etc.
Su discurso tuvo reacciones dispares. Personalidades como el crítico de televisión Mauricio Jurgensen y el escritor Jorge Baradit expresaron su apoyo a la cantante, y otras como la polémica  licenciada en filosofía Teresa Marinovic criticaron sus palabras.
El espectáculo de la cantante chilena recibió 38 denuncias ante el Consejo Nacional de Televisión, organismo público chileno encargado de controlar el funcionamiento de los servicios de televisión, esto por "proselitismo político", "insultar a Carabineros de Chile", "frases vulgares en televisión", entre otras quejas.

#### Declaraciones de Ana Gabriel

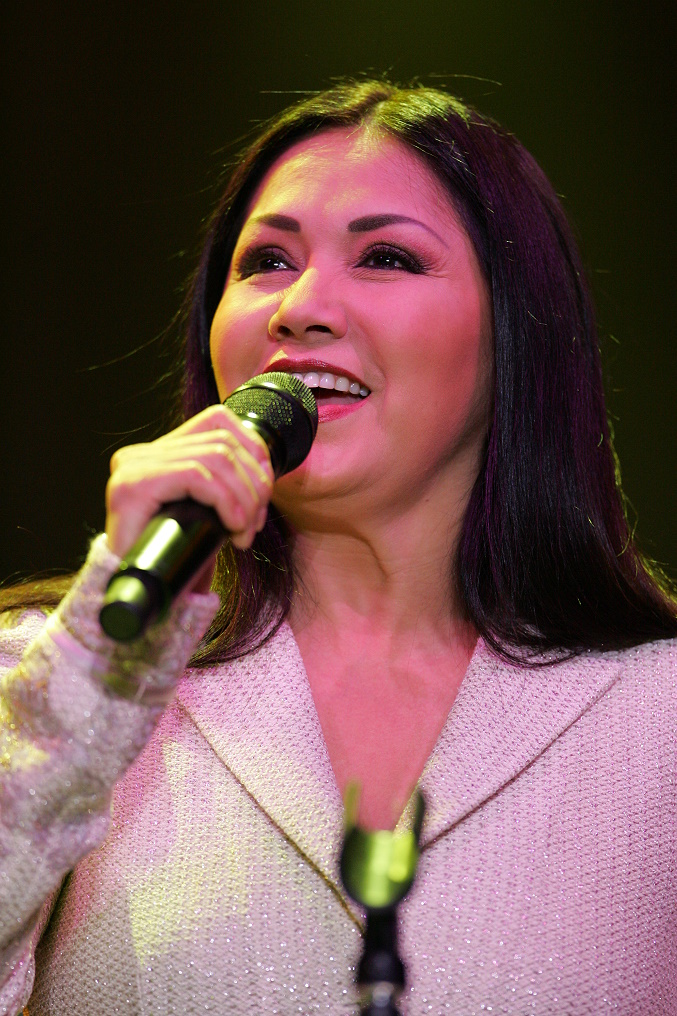
La cantante mexicana Ana Gabriel sorprendió con un mensaje de paz interrumpiendo su presentación, el cual tuvo una recepción mixta por parte del público.

La cantante mexicana, en medio de su presentación, y mientras portaba una bandera chilena en sus manos, dio un inédito y sorpresivo discurso, en el cual indicó que le llenaba de tristeza el alma ver así a "mi Chile", que "al igual que países como Nicaragua y Venezuela, el poder había caído en manos de unos pocos" y aseveró que "no le gusta la política" pero que tampoco aceptaba que le hagan daño a los pueblos".
Sus palabras recibieron críticas mixtas, principalmente en redes sociales. Mientras algunos consideraron que sus palabras fueron dirigidas a la política, y a sus posiciones en general, otros lo tomaron como una crítica al actuar de los militantes de izquierda, y un cierto respaldo a los de derecha, otros respaldaron sus palabras como un mensaje de paz sin una posición determinada, y otros simplemente no lograron entender que quiso decir la cantautora en su discurso.

#### Declaraciones de Héctor "Kanela" Muñoz de Noche de Brujas
Héctor "Kanela" Muñoz, vocalista de la banda de cumbia chilena Noche de Brujas, expresó después de ser galardonado con las gaviotas de plata y oro, su protesta silenciosa diciendo: "No habrá paz sin justicia".

### Protestas en Viña del Mar

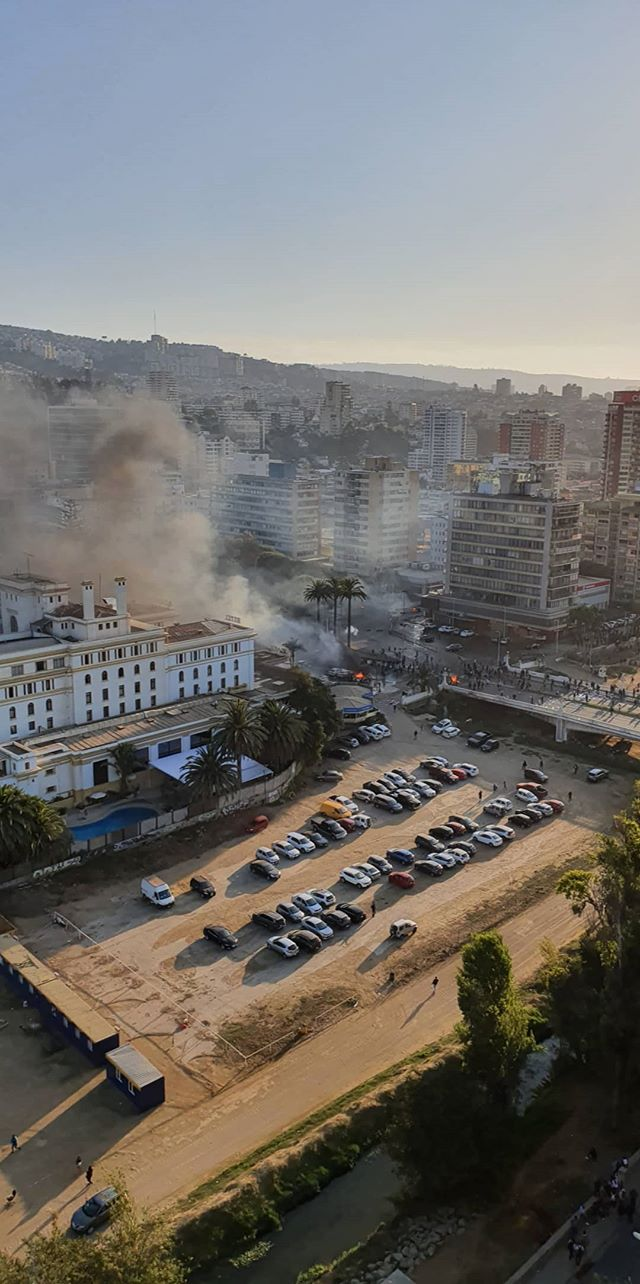
El reconocido Hotel O´Higgins de Viña del Mar fue atacado durante la jornada inaugural del certamen, lo que provocó su cierre indefinido al día siguiente.

#### Incidentes del día 23 de febrero
Como muestra de una serie de amenazas al Festival en redes sociales, en la ciudad de Viña del Mar se vivió un panorama sumamente caótico durante el mismo día de su jornada inaugural, en el cual se desarrollaron una serie de incidentes, donde se atacó principalmente a la Municipalidad de Viña del Mar, la sucursal del Banco de Chile de dicha ciudad y saqueos a algunos comercios presentes en la urbe, además de la quema de una serie de vehículos municipales, lo que llevó al accionar de Carabineros. Los incidentes continuaron durante el desarrollo del certamen.
Un grupo de manifestantes provocó una serie de incidentes en el Hotel O'Higgins históricamente muy cercano al certamen, provocando que el primer día no hubiera competencia internacional, folclórica ni obertura, la cual se aplazaron hacia el segundo y tercer día, respectivamente, donde finalmente fueron realizadas.
A raíz de los mismos incidentes, algunos rostros como Tonka Tomicic no llegaron a la Quinta y otros como Raquel Argandoña que venía del programa satélite Échale la culpa a Viña (cuyo equipo desconocía la situación) llegaron en la mitad del show.

#### Incidentes del día 24 de febrero
La segunda jornada de Festival detonaría incidentes previos, provocando disturbios en varios puntos de la ciudad de Viña del Mar. La jornada culminó con un estimado de 43 detenidos. Entre los disturbios de este día se cuentan los incidentes provocados en calle Valparaíso - a pasos del Hotel O'Higgins y la Quinta Vergara -, donde manifestantes se enfrentaron a Carabineros, quienes respondieron con lumas y escopetas antidisturbios. En la calle Arlegui, personas lanzaron piedras hacia la Dirección de Educación, rompiendo varios de los vidrios del lugar, esto a las 22:00 h, mientras el Festival ya había iniciado.
Ese mismo día, la gerencia del Hotel O’Higgins suspende indefinidamente su funcionamiento en Viña del Mar, tras los violentos incidentes del día anterior.

#### Incidentes del día 25 de febrero
Durante este día, se enfrentaron en el radio céntrico de la ciudad un grupo de manifestantes con Carabineros, encendiendo barricadas en el lugar. También ocurrieron incidentes cerca de la Quinta Vergara, pero sin obstruir el tránsito hacia el lugar del evento. En palabras de las autoridades, los disturbios de este día fueron menores en comparación a días anteriores. Hasta finalizar dicho día, la cifra de detenidos ascendió a 50 personas.

#### Incidentes del día 26 de febrero
En ese día ocurrieron menos disturbios en comparación a días anteriores, no se produjeron grandes incidentes ni se prendieron barricadas cerca de la Quinta Vergara. El número de detenidos fue de 17 personas.

#### Incidentes del día 27 de febrero
Durante la penúltima noche de festival, las protestas continuaron incesantemente, y varios medios internacionales denunciaban que no solo continuaba una creciente represión de la policía uniformada chilena hacia los manifestantes, sino que también, que la ciudad de Viña del Mar parecía una ciudad sitiada, repleta de policías y militares vigilantes durante día y noche. Ese día, durante la tarde, un estimado de 400 personas se reunieron para cantar consignas contestarias en contra del gobierno de Sebastián Piñera en la Plaza Vergara, le cual estuvo custodiada por Carabineros, y pese a que no se obstaculizó el libre tránsito de las personas, un contingente de centenares de agentes policiales invadió la plaza deteniendo a un estimado de siete personas, haciendo uso de carros hidrantes para dispersar a los manifestantes. Un contingente de carros blindados, furgones y autobuses policiales circularon y acordonaron la ciudad durante esa jornada, principalmente en las calles aledañas a la Quinta Vergara, junto con carros lanza agua y lanza gases. Todo esto sumado a una constante vigilancia de efectivos de Carabineros en moto, como de drones que sobrevolaron dichos sectores durante todo el día.
Ese mismo día, la alcaldesa de la ciudad jardín Virginia Reginato presentó una querella criminal contra todos los disturbios causados desde la jornada del Festival hasta esa fecha.

#### Incidentes del día 28 de febrero
Incertidumbre provocaba la jornada final del Festival, ante el pensamiento de que podría ser la antesala de nuevos enfrentamientos de proporciones. Horas antes del inicio del certamen se desarrollaron varios disturbios cerca de la Quinta Vergara y alrededores, en especial en pleno centro de la ciudad, en Plaza Sucre, donde manifestantes se enfrentaron nuevamente con la fuerza policial y 2 personas fueron detenidas por portar y lanzar bombas molotov, lo que llevó a Carabineros a dispersar a los manifestantes. Muchos de estos incidentes se produjeron hasta pocos minutos antes del inicio de la jornada final del festival. Dos sujetos de 19 años fueron detenidos, por violación de la ley de armas, porte de elementos incendiarios e incidentes menores.
Ese mismo día, el presidente Sebastián Piñera, hizo polémicas declaraciones, demostrando su preocupación por la Quinta Vergara, y el hecho de que esta "pudiera ser incendiada por los manifestantes".

## Errores técnicos

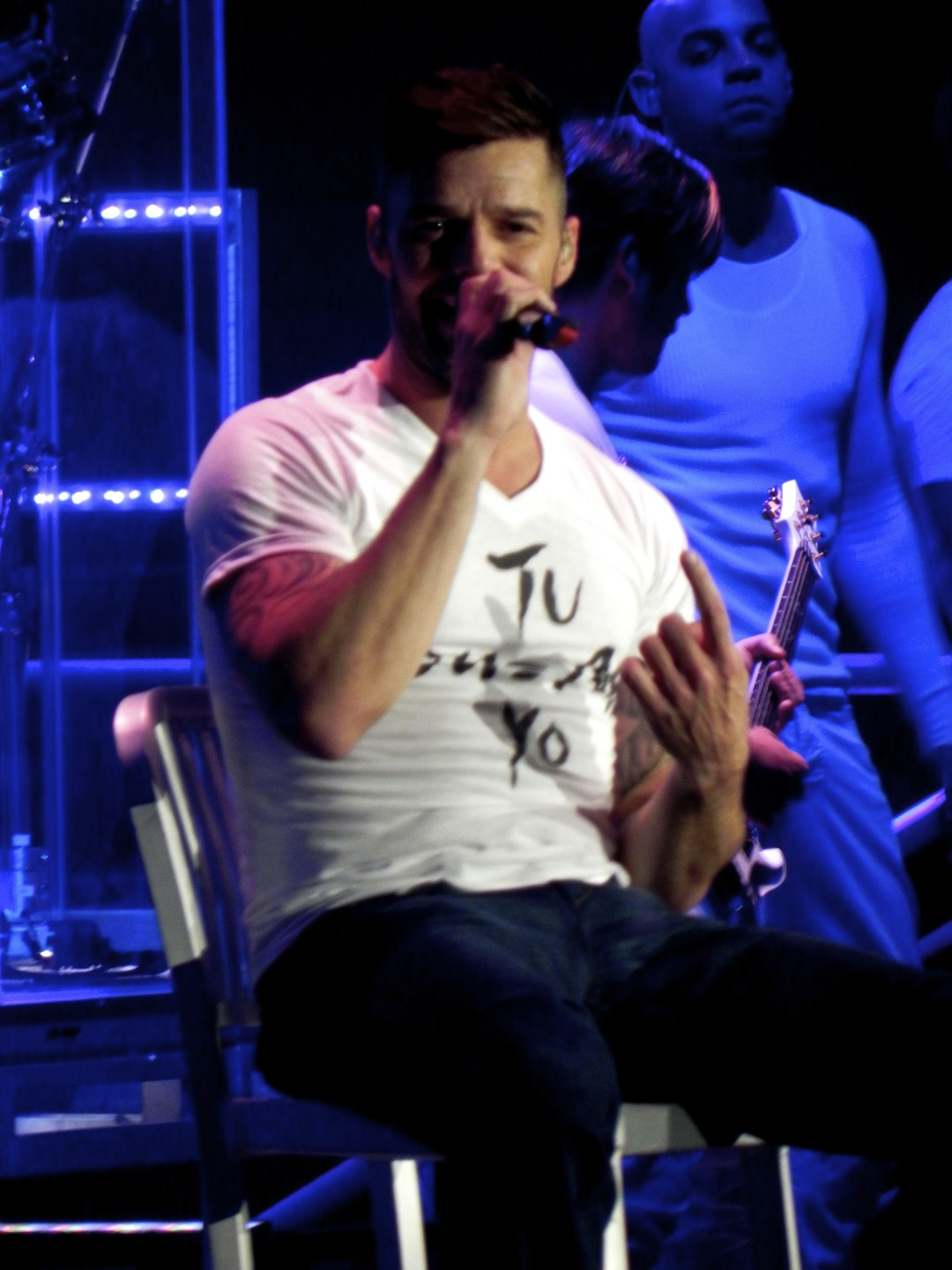
El cantante puertorriqueño Ricky Martin tuvo problemas de audio durante su presentación en la noche inaugural, en la transmisión en vivo por televisión.

#### Problemas de sonido en presentación de Ricky Martin
Durante la primera hora del show de Ricky Martin, en la transmisión televisiva, los micrófonos tuvieron un volumen muy bajo y el público no fue mostrado. Según muestran varios videos en redes sociales de asistentes al evento, principalmente Facebook y Twitter, el público lanzó pifias y gritos con diversas consignas, principalmente políticas, estrechamente relacionadas con las protestas que se vivían en Chile desde el año anterior, y estas no fueron escuchadas en la transmisión oficial, e incluso, el canal FOX Channel, que transmite el Festival al resto de América Latina, se quedó sin audio en parte de la presentación.

#### Errores en la calificación de la competencia internacional
En la tercera jornada de festival, sorpresa provocaron ciertas calificaciones puestas por el jurado, en especial por el presentador de televisión chileno Francisco Saavedra, quién en dos ocasiones había evaluado a las canciones "Chillán" de Chile, y "La Mentira" de Venezuela con un 1,0 (la nota mínima), además de otros errores, como la calificación 8,0 puesta por el argentino Luciano Pereyra, también a la canción chilena, cuando la nota máxima es un 7,0. Más tarde, la animadora del certamen, María Luisa Godoy, reconoció que se trataba de un error ocurrido en vivo, dado que las calificaciones que se vieron eran incorrectas. Esto llevó a que Martín Cárcamo, animador del festival, leyera las calificaciones correctas, siendo un promedio de nota de 6,1 para Chile y de un 4,5 para Venezuela.

#### Problemas de sonido en presentación de Fusión Humor
Durante la presentación del cuarteto humorístico, se produjo un fallo del audio de su presentación en la parte izquierda (según la perspectiva del escenario) de la Quinta Vergara, lo que provocó que el público comenzara a pifiar en medio de su presentación. El grupo de artistas respondieron al público que “Igual no es raro. En Chile no muchas veces nos escuchan, así que están en lo cierto”, desatando las risas del público presente.

#### Retraso y críticas a presentación de Maroon 5 y Adam Levine
La tónica diaria durante esta versión del certamen fue comenzar el show aproximadamente a las 21:45 (de hecho, la transmisión oficial de TVN, y seguida por Canal 13, inició todos los días a las 21:30 h). Pero a pesar de los esfuerzos, el show de la quinta jornada comenzó con casi 30 minutos de retraso, teniendo que recurrirse al relleno en medio de la transmisión, todo esto debido al atraso del vocalista de Maroon 5 Adam Levine, por razones desconocidas. Esto llevó a una serie de críticas en redes sociales, por medio de tuits y memes riéndose del cantante, por su forma de cantar, por su peinado, y por como se comportó en el escenario, teniendo poco contacto con los fanes presentes en la Quinta Vergara, que ovacionaron de todas formas a la banda pese a los incidentes. Cabe destacar además que el grupo no recibió en el escenario ningún galardón y, según informó la prensa, los premios fueron entregados tras bambalinas después del show respectivo.
La cantante, y miembro del jurado Denise Rosenthal reveló también que la actitud del cantante en la Quinta no había sido de lo más favorable, al afirmar que: "llegó aquí como 25 minutos tarde y pidió que nadie lo mirara a la cara", cuando un fanático le pidió a ella una foto con el cantante estadounidense.
Según informó posteriormente el sitio web Fotech.cl, (sitio chileno enfocado a televisión), Levine bajó sumamente molesto del escenario, manifestando su queja por lo que consideró más un programa de televisión que un concierto musical, molestias que según dicho medio compartió también su mánager, dados los problemas de audio de la presentación. los medios de comunicación de igual forma hicieron públicos videos en los cuales el cantante se refería despectivamente al evento y a la ciudad, en términos como “fucking town” (ciudad de mierda, en referencia a Viña del Mar) y “assholes” (imbéciles) mientras salía de la Quinta Vergara, según se mostró en el matinal Bienvenidos de Canal 13 (canal co-organizador). La viralización de estos videos llevó a que el cantante recibiera ataques en su cuenta oficial de Instagram de fanes y espectadores molestos con la actitud del artista, siendo el hito que marcó el inicio de un fenómeno en redes sociales conocido como Operación Recetas.
Finalmente, el cantante californiano pidió disculpas públicas en su cuenta de Instagram, haciendo un mea culpa, criticándose por su poco profesionalismo, reconociendo su poca comodidad sobre el escenario y afirmando que el Festival de Viña era uno de los más prestigiosos eventos de Chile, sin embargo, muchos cibernautas rechazaron igualmente sus disculpas.

## Reyes del Festival

### Reina del Festival
En esta versión se eligió a la 39.ª Reina del Festival, y sucesora de Chantal Gayoso, mediante el voto de los periodistas acreditados para el evento.
| Candidata          | Ocupación    | Participa en          | Canal/Medio      | Resultados |
| ------------------ | ------------ | --------------------- | ---------------- | ---------- |
| Rosita Piulats     | Coreógrafa   | Rojo                  | TVN              | 59 votos   |
| Francesca Conserva | Comunicadora |                       | TV+              | 24 votos   |
| Dayana Molina      | Animadora    |                       | Festival de Viña | 22 votos   |
| Xiomara Herrera    | Bailarina    | Bailando por un sueño | Canal 13         | 16 votos   |
| Cass Zamorano      | Conductora   |                       | Vive TV          | 11 votos   |
| Sara Pimentel      | Modelo       |                       | Glamorama        | 8 votos    |

### Rey del Festival
Por tercera vez desde 2010, se volvió a elegir "Rey del Festival de Viña del Mar" y sucesor de Hernán Arcil, mediante el voto de los periodistas acreditados para el evento. 
| Candidato               | Ocupación                                | Participa en          | Canal/Medio      | Resultados |
| ----------------------- | ---------------------------------------- | --------------------- | ---------------- | ---------- |
| Matías Falcón           | Bailarín                                 | Rojo                  | TVN              | 50 votos   |
| Paul Vásquez "El Flaco" | Comediante                               | Artista del Festival  | Festival de Viña | 47 votos   |
| Luis Sandoval           | Periodista de espectáculos y comunicador | Me Late               | TV+              | 18 votos   |
| Juan Francisco Matamala | Bailarín                                 | Bailando por un sueño | Canal 13         | 10 votos   |
| Luis Mateucci           | Influencer                               | ?                     | Vive TV          | 8 votos    |
| Francisco Halzinki      | Comunicador                              | -                     | Glamorama        | 8 votos    |

## Audiencias
Noche más vista.

     Noche menos vista.
| Noche           | Día             | Fecha                 | Horario         | Índice de audiencia | Puesto diario |
| --------------- | --------------- | --------------------- | --------------- | ------------------- | ------------- |
| 1               | Domingo         | 23 de febrero de 2020 | 21:30 - 02:39   | 38,6                | Primero       |
| 2               | Lunes           | 24 de febrero de 2020 | 21:20 - 03:05   | 32,8                | Primero       |
| 3               | Martes          | 25 de febrero de 2020 | 21:20 - 03:04   | 34,6                | Primero       |
| 4               | Miércoles       | 26 de febrero de 2020 | 21:20 - 02:50   | 30,0                | Primero       |
| 5               | Jueves          | 27 de febrero de 2020 | 21:20 - 03:00   | 30,9                | Primero       |
| 6               | Viernes         | 28 de febrero de 2020 | 21:20 - 04:03   | 29,1                | Primero       |
| Rating promedio | Rating promedio | Rating promedio       | Rating promedio | 32,6                | 32,6          |